# Parafia wojskowa św. Wojciecha i św. Stanisława Biskupa w Kaliszu
Parafia wojskowa pw. Świętego Wojciecha i Świętego Stanisława Biskupa w Kaliszu znajduje się w Dekanacie Inspektoratu Wsparcia Sił Zbrojnych Ordynariatu Polowego Wojska Polskiego (do 6 grudnia 2011 roku parafia należała do Śląskiego Dekanatu Wojskowego).
Jej proboszczem jest ks. płk Bogdan Radziszewski. Obsługiwana przez księży diecezjalnych. Erygowana 21 stycznia 1993 roku. Mieści się przy ulicy Kolegialnej.